# Strada nazionale 7 (Regno d'Italia)
La strada nazionale 7 era una strada nazionale del Regno d'Italia, che congiungeva Ruppa a Postumia
Venne istituita nel 1923 con il percorso "Dall'innesto sotto Rupa con la n. 6 a Postumia.".
Nel 1928, in seguito all'istituzione dell'Azienda Autonoma Statale della Strada (AASS) e alla contemporanea ridefinizione della rete stradale nazionale, il suo tracciato definì per intero la nuova strada statale 59 di Bisterza.